# 13-й батальйон територіальної оборони «Кулькин»
13-й батальйон територіальної оборони «Кулькин», або Єгоровський територіальний батальйон — незаконне збройне формування, входить до складу 2-го армійського корпусу Російської Федерації. Формально знаходиться у підпорядкуванні організації ЛНР.
Формувався у місті Ровеньки.

## Історія
2 жовтня 2016 року в районі села Жовте під Слов'яносербськом був розстріляний в автомобілі громадянин РФ, один з командувачів батальйону Армен Багірян з позивним Баггі. Разом з ним загинули його поплічники. Багірян був комендантом Слов'яносербська, керував окупаційною адміністрацією міста. За наявними даними Родіона Шовкошитного, Багірян курував наркотрафік, і був під протекторатом Ігоря Корнета, що виконував функції голови МВС ЛНР, а також Пасечника, який очолював МДБ ЛНР.